# Salbris
Salbris település Franciaországban, Loir-et-Cher megyében. Lakosainak száma 4880 fő (2022. január 1.). Salbris Nançay, La Ferté-Imbault, Nouan-le-Fuzelier, Pierrefitte-sur-Sauldre, Saint-Viâtre, Souesmes és Theillay községekkel határos.

## Népesség
A település népessége az elmúlt években az alábbi módon változott:
| Lakosok száma | 5451 | 6079 | 6083 | 5777 | 5509 | 5356 | 5166 | 4953 | 4925 | 4880 |
|               | 1968 | 1982 | 1990 | 2006 | 2013 | 2015 | 2017 | 2019 | 2020 | 2022 |